# Populus ciliata
Populus ciliata är en videväxtart som beskrevs av Nathaniel Wallich och John Forbes Royle. Populus ciliata ingår i släktet popplar, och familjen videväxter.

## Underarter
Arten delas in i följande underarter:
- P. c. aurea
- P. c. gyirongensis
- P. c. weixi

## Bildgalleri

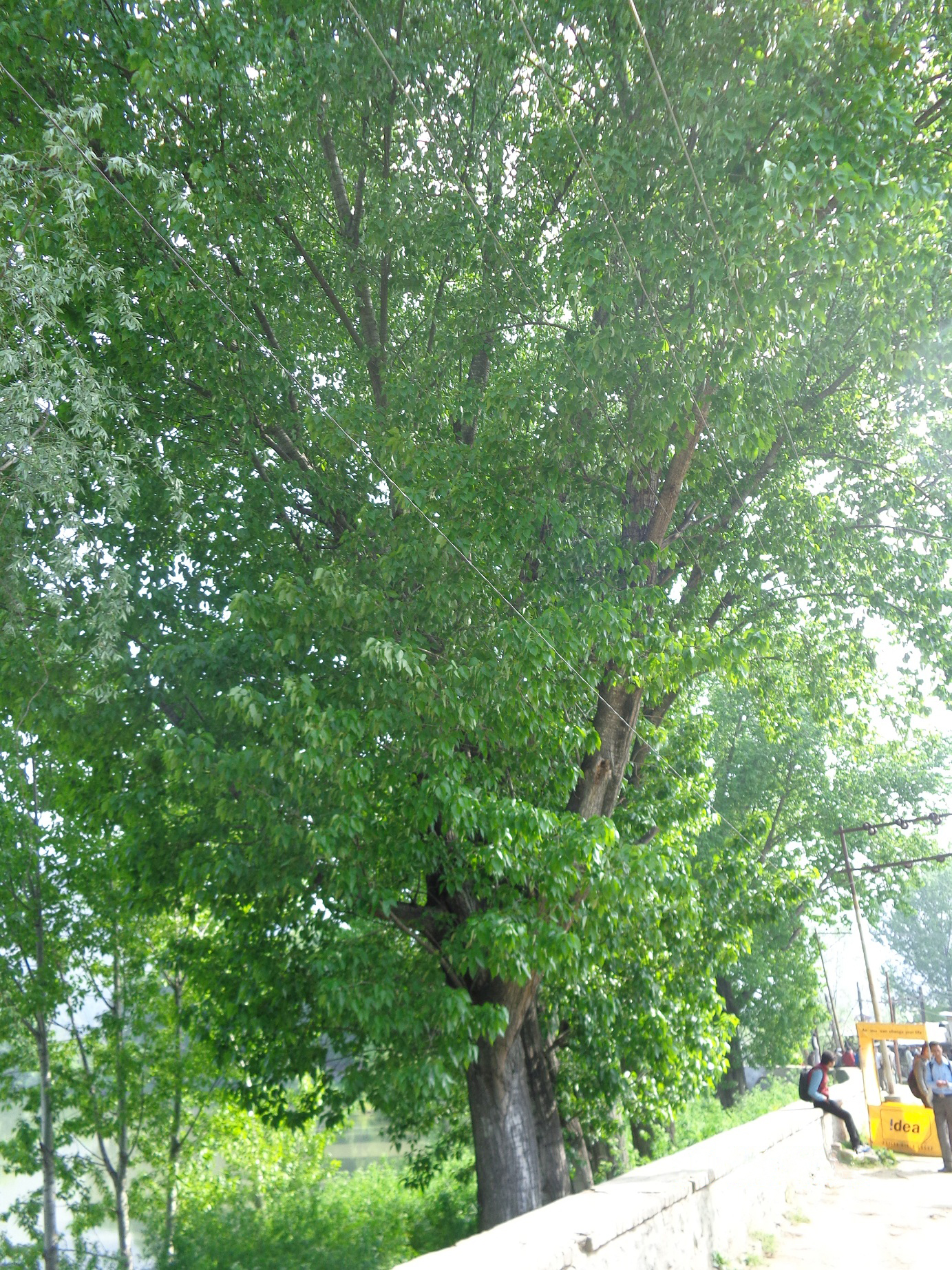
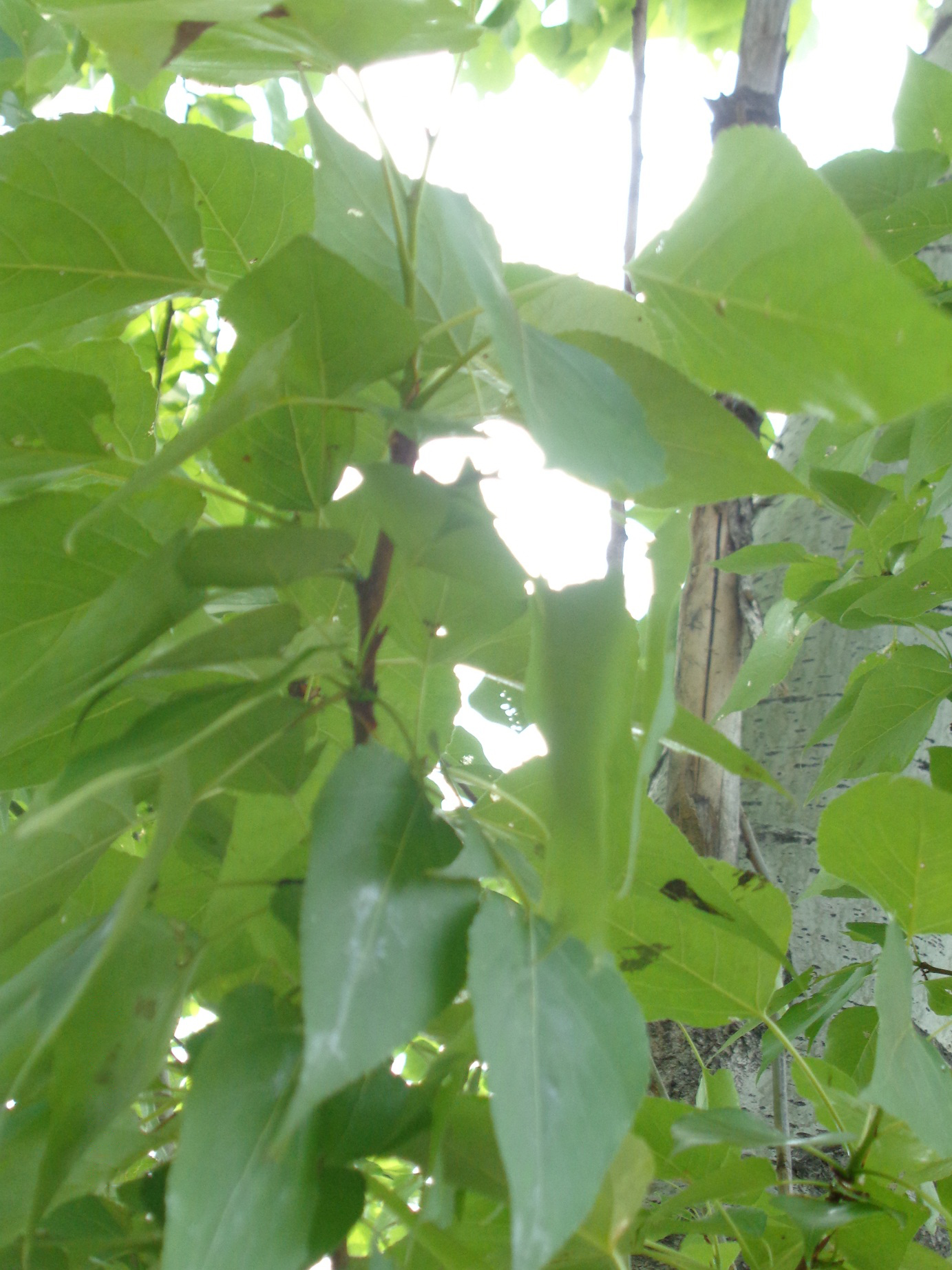